# جاده ئی۱۳۶ اروپا
جاده ئی۱۳۶ اروپا (به انگلیسی: European route E136) یکی از جاده‌های درجه ۲ قاره اروپا است.
این جاده که در کشور نروژ قرار دارد، از شهر آلسوند شروع شده و در شهر دومباس به پایان میرسد.